# Гран-при Кастеназо
Гран-при Кастеназо (итал. GP Citta' di Castenaso) — шоссейная однодневная велогонка, проходившая по территории Италии с 1997 по 2005 год.

## История
Гонка была создана в 1997 и изначально проходила в рамках национального календаря. Была первой женской итальянской гонкой в сезоне.
В 2001 году вошла в Женский мировой шоссейный календарь UCI. После 2005 года больше не проводилась.
Маршрут гонки проходил в Кастеназо области Эмилия-Романья. Дистанция включала несколько подъёмов со средним градиентом 6%. Протяжённость дистанции была от 90 до 110 км.

## Призёры
| Год  | Победитель           | Второй              | Третий             |
| ---- | -------------------- | ------------------- | ------------------ |
| 1997 | Грета Зокка          | Антонелла Беллутти  | Катя Лонгин        |
| 1998 | Сара Феллони         | Грета Зокка         | Катя Лонгин        |
| 1999 | Белем Герреро        | Симона Гросси       | Катрин Марсаль     |
| 2000 | Габриэлла Преньолато | Луиза Таманини      | Пиа Сандстедт      |
| 2001 | Катя Лонгин          | Регина Шляйхер      | Грета Зокка        |
| 2002 | Диана Жилюте         | Регина Шляйхер      | Моника Вальвик     |
| 2003 | Элисон Райт          | Регина Шляйхер      | Катя Лонгин        |
| 2004 | Джованна Тролди      | Светлана Бубненкова | Алессандра Борчи   |
| 2005 | Зинаида Стагурская   | Луиза Таманини      | Янильдес Фернандеш |